# Draft de la ABA
El Draft de la American Basketball Association tuvo lugar entre 1967 y 1975.

## Primera elección de los drafts
| Año  | Equipo                  | Jugador        | Posición        | Universidad         |
| ---- | ----------------------- | -------------- | --------------- | ------------------- |
| 1967 | Indiana Pacers          | Jimmy Walker   | Escolta         | Providence College  |
| 1968 | Houston Mavericks       | Elvin Hayes    | Ala-Pívot/Pívot | Houston             |
| 1969 | New York Nets           | Lew Alcindor   | Pívot           | UCLA                |
| 1970 | New York Nets           | Bob Lanier     | Pívot           | St. Bonaventure     |
| 1971 | Dallas Chaparrals       | Jim McDaniels  | Ala-Pívot/Pívot | Western Kentucky    |
| 1972 | Virginia Squires        | Bob McAdoo     | Pívot/Ala-Pívot | North Carolina      |
| 1973 | San Diego Conquistadors | Dwight Lamar   | Base            | Louisiana-Lafayette |
| 1974 | Virginia Squires        | Tom McMillen   | Ala-Pívot/Pívot | Maryland            |
| 1975 | Denver Nuggets          | Marvin Webster | Pívot           | Morgan State        |

1. ↑  Nota: el draft de 1974 fue draft universitario, no de jugadores de la NBA.